# Bianca Jackson
Bianca Branning-Butcher (apellido de soltera: Branning, previamente: Jackson) es un personaje ficticio de la serie de televisión británica EastEnders, interpretada por la actriz Patsy Palmer del 16 de noviembre de 1993 hasta 1999, posteriormente regresó como personaje invitado en un episodio especial en el 2002, más tarde en abril del 2008 regresó de nuevo en la serie otra vez como personaje regular, desde entonces aparece en la serie.
A principios de abril del 2014 se anunció que Patsy dejaría la serie ese mismo año.

## Biografía
Bianca es la hija mayor de Carol Jackson y David Wicks. Al principio Bianca no tuvo suerte en el amor primero le coqueteo a David, sin saber que era su padre biológico, poco después comenzó un romance con Dan Sullivan, el novio de su madre, este se terminó cuando Carol se enteró de la infidelidad. Más tarde comenzó a salir con Nathan Dean sin embargo la felicidad no duró, ya que Natahn murió, luego comenzó a salir con Tony King y lo apoyó cuando este fue encarcelado, sin embargo Bianca quedó destrozada y lo dejó cuando se enteró de que Tony había violado a Whitney, su hija adoptiva.
Al inicio Bianca era una joven rebelde sin embargo comenzó a cambiar cuando se enamoró del mecánico local Ricky Butcher, en 1997 la pareja se casó y le dieron la bienvenida a su primer hijo, Liam y a sus hijas Morgan y Tiffany, poco después Bianca adoptó a Whitney Dean. Más tarde se separaron, sin embargo después de algunos años separados en febrero del 2010 Ricky y Bianca se casaron de nuevo.